# Kazimierz Jaklewicz (generał)
Kazimierz Jaklewicz (ur. 2 kwietnia 1952 we Wrocławiu) – generał brygady Wojska Polskiego.

## Życiorys
W roku 1975 był podchorążym Wyższej Szkoły Oficerskiej Wojsk Zmechanizowanych we Wrocławiu, a po jej ukończeniu rozpoczął służbę w 6 pułku zabezpieczenia. Dowodził w nim plutonem, kompanią ochrony i regulacji ruchu oraz batalionem. W 1981 absolwent Wyższego Kursu Doskonalenia Oficerów – dowódców batalionów piechoty zmotoryzowanej, a w 1987 Akademii Wojskowej w Niemczech.
Po powrocie ze studiów był przez rok starszym oficerem w Wydziale Rozpoznawczym 5 Dywizji Pancernej w Gubinie, a następnie został jego szefem. W 1990 odbył Kurs Operacyjno–Taktyczny Wojsk Lądowych w Akademii Obrony Narodowej. W latach 1991–1995 starszy oficer i starszy specjalista Oddziału Rozpoznania i Walki Elektronicznej w sztabie Śląskiego Okręgu Wojskowego. W 1995 ukończył Podyplomowe Studium Obronno–Strategiczne w Akademii Dowodzenia Bundeshwery oraz został szefem Oddziału Rozpoznania i WRE w Warszawskim Okręgu Wojskowym, a po jego rozwiązaniu w 1997 objął stanowisko zastępcy szefa Zarządu Rozpoznania i Walki Radioelektronicznej Sztabu Generalnego Wojska Polskiego.
Szef Zarządu Analiz Rozpoznawczych – zastępca szefa Generalnego Zarządu Rozpoznania Wojskowego (P-2) Sztabu Głównego Wojska Polskiego w 2000, a od listopada 2002 dowódca 17 Wielkopolskiej Brygady Zmechanizowanej w Międzyrzeczu. 15 sierpnia 2003 postanowieniem Prezydenta Rzeczypospolitej Polskiej nr W. 111-37-03 awansowany na stopień generała brygady. Od 2 września 2005 do 15 grudnia 2010 był komendantem-rektorem Wyższej Szkoły Oficerskiej Wojsk Lądowych we Wrocławiu

## Ordery i odznaczenia
- Złoty Krzyż Zasługi – 1997[3].
- Srebrny Medal „Siły Zbrojne w Służbie Ojczyzny”
- Brązowy Medal „Siły Zbrojne w Służbie Ojczyzny”